# Keith Ellison

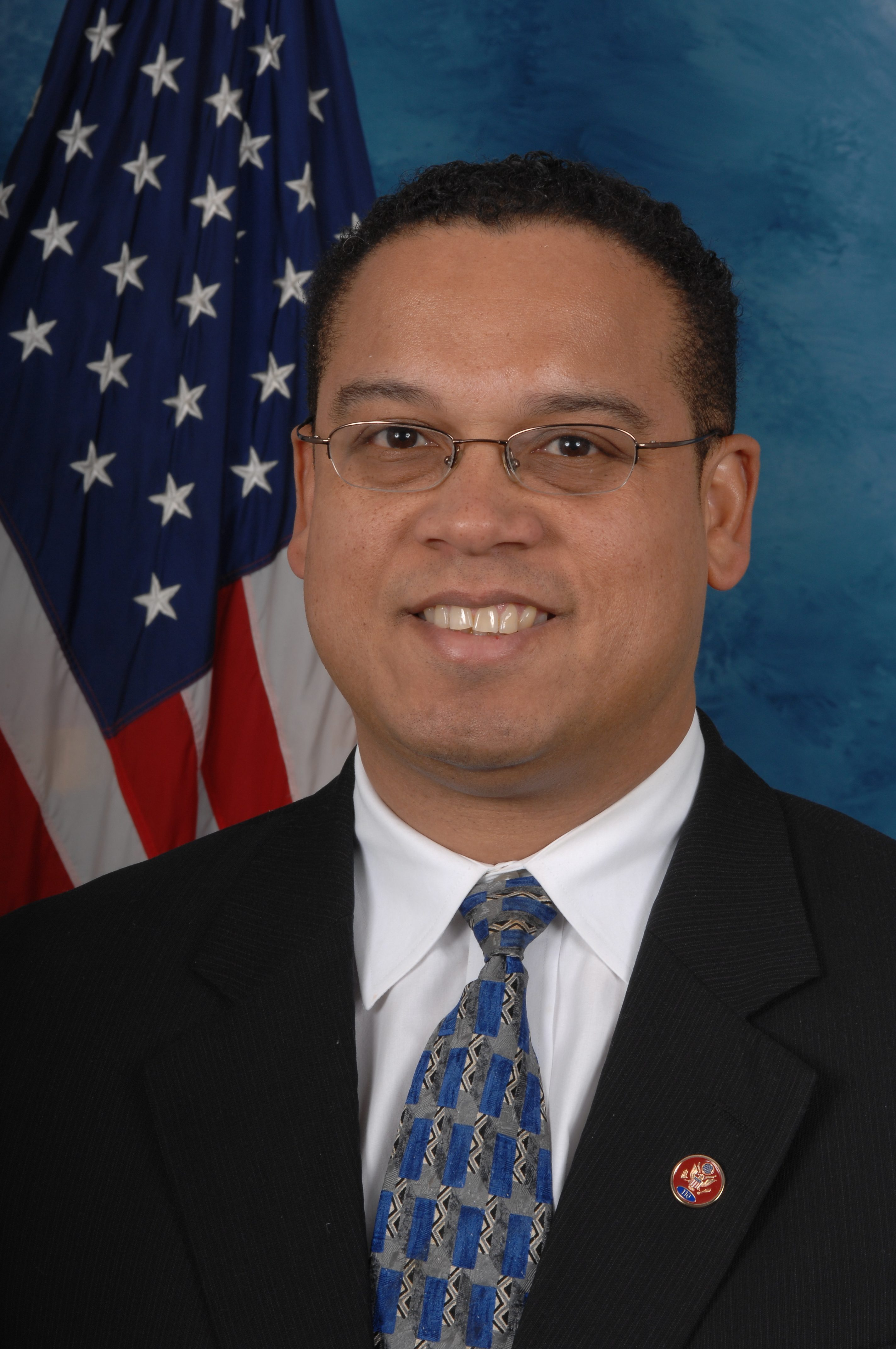
Keith Ellison

Keith Maurice Ellison, född 4 augusti 1963 i Detroit, Michigan, är en amerikansk demokratisk politiker. I kongressvalet i USA 2006 blev Ellison den första muslimen att bli invald i USA:s kongress. Han representerar delstaten Minnesotas femte distrikt i USA:s representanthus sedan 2007.
Ellison gick i skola i University of Detroit Jesuit High School and Academy. Han växte upp i en katolsk familj och konverterade till islam 19 år gammal. Han utexaminerades 1986 från Wayne State University och avlade 1990 juristexamen vid University of Minnesota. Han arbetade därefter som advokat.
Kongressledamoten Martin Olav Sabo kandiderade inte till omval i kongressvalet 2006. Ellison vann valet och efterträdde Sabo i representanthuset i januari 2007.
Den 5 juni 2018, meddelade Ellison att han inte skulle söka omval till en sjunde mandatperiod i kongressen år 2018, men skulle istället kandidera för Minnesotas justitieminister. Den 6 november 2018 vann Ellison valet till Minnesotas justitieminister med mer än 100 000 röster.

## Privatliv
Ellison och hans tidigare maka, Kim, har fyra barn, födda mellan 1989 och 1997. De skilde sig år 2012.